# Georg Benno Gruber
Georg Benno Gruber (* 22. Februar 1884 in Giesing; † 20. Juli 1977) war ein deutscher Pathologe.

## Leben
Georg B. Gruber wurde als Sohn eines praktischen Arztes geboren. Nach der Promotion in München im Jahre 1909 unter Leitung von Friedrich von Müller und Erich Meyer verbrachte Gruber seine Lehrjahre bei den Pathologen Otto von Bollinger, Siegfried Oberndorfer, Hermann Dürck und Paul Ernst sowie beim Hygieniker Max von Gruber. Von 1913 bis 1917 war Gruber Assistent bei Hans Chiari in Straßburg. Er habilitierte sich dort mit einer Arbeit Über Histologie und Pathogenese der zirkumskripten Muskelverknöcherung. Während des Ersten Weltkrieges war Gruber dem Heidelberger Pathologen Paul Ernst als militärischer Hilfsarzt zugeteilt.
Von Heidelberg aus übernahm Gruber die Leitung des Pathologischen Institutes der Städtischen Krankenanstalten in Mainz. Im Jahr 1923 folgte er einem Ruf als Ordinarius an die Universität Innsbruck. Von dort kam er 1928 als Nachfolger von Eduard Kaufmann (1860–1931) nach Göttingen, wo er bis zu seiner Emeritierung im Jahre 1946 als Direktor des Pathologischen Institutes tätig war. Gruber wurde bereits 1933 SA-Mitglied. 1935 wurde er zum ordentlichen Mitglied der Göttinger Akademie der Wissenschaften gewählt. Gruber referierte in den Jahren 1929 bis 1958 an mehreren Pathologentagungen in Deutschland und Österreich. Er publizierte unter anderem in Münchener Medizinische Wochenschrift.

## Ehrungen
- Paracelsus-Medaille (1962)
- Mitglied der Leopoldina
- Ehrenzeichen des Deutschen Roten Kreuzes
- Albrecht-von-Haller-Medaille